# 兰亚科
兰亚科（学名:Orchidoideae）是兰科的亚科。
它们通常包含具有单一（Monandrous）的，可育的雄蕊的兰花，其是直立的和碱性的。
兰亚科和以前认可的亚科Spiranthoideae被认为都是monandrous兰花的天然组中最接近的盟友，因为:
- 共同的陆生植物栖息
- 分割的（能够被切断）或粒状花粉块（英语：Pollinium）
- 直立的花药

兰亚科包含两个亚演化支与以下族：
- Orchideae和Diseae族
- Cranichideae和Diurideae族